# بارطشية بيضاء
بارطشية بيضاء (الاسم العلمي: Bartsia alba) هو نوع من النباتات يتبع جنس البارطشية من الفصيلة الهالوكية.